# الحيوانات في ذلك البلد (رواية)
الحيوانات في ذلك البلد هي رواية صدرت عام 2020 بقلم لورا جين مكاي نشرتها دار سكرايب. فازت الرواية بجائزة أورياليس لأفضل رواية خيال علمي 2020 وجائزة آرثر سي كلارك 2021 وجائزة فيكتوريا للأدب 2021 وجائزة رئيس وزراء فيكتوريا 2021. 
في الرواية بسبب الوباء يتمكّن الحيوانات والبشر من التواصل مما يؤدي إلى استكشاف شرس ومضحك للوعي الآخر وحدود اللغة.

## الخلفية
استوحت ماكاي رواية الحيوانات في ذلك البلد من تجربتها مع فيروس شيكونغونيا الذي اكتُشف في مهرجان الكاتب في بالي في عام 2013  وكانت قد بدأت العمل على الرواية في ذلك الوقت. كان إصدارها النهائي في بداية جائحة كوفيد -19 محض صدفة.    قالت ماكاي عن تجربتها في تسجيل الكتاب الصوتي في مارس 2020: 
لقد أمضيت سنوات في اختراع الفيروس الأكثر استحالة، لأشاهد مرضًا يفوق مخيلتي يصيب ويقتل ويدفع العالم الحقيقي نحو الحضر العالمي. لقد كان من المريح العودة إلى المقصورة وقراءة أقسام الكتاب التي تبدأ فيها الحيوانات بالحديث.
العنوان هو تكريم لمجموعة شعرية صدرت عام 1968 لمارغريت أتوود. 

## الاستقبال
تلقت الرواية مراجعة مميزة بنجمة من شيلف أويرنس،  قالت شركة بوكليست إن الرواية ليست مجرد قصة رعب ... ولكنها قصة مليئة بالفكاهة والتفاؤل والنعمة: رحلة برية تستحق القيام بها. كما وصفته  صحيفة الغارديان بأنه بداية غير عادية ومحاولة مثيرة للسكن في وعي الآخرين وإظهار ساخر لحدود لغتنا وتعاطفنا. 
قال مدير جائزة آرثر سي كلارك: تتحدث الرواية عن الضحايا الصامتين لأزمات المناخ في العالم الحقيقي، ولكن في حين أن المواضيع البيئية والاجتماعية خطيرة للغاية، فقد أشاد حكامنا أيضًا بروح الدعابة السوداء للرواية، والشعور بالشخصية والمكان ومعارضته النشطة لمجازات النوع السهلة.
أطلق موقع سلايت على رواية الحيوانات في ذلك البلد لقب أحد أفضل عشرة كُتب لعام 2020. اختارتها صحيفة صنداي تايمز كواحد من أفضل خمسة كتب خيال علمي لهذا العام.
| سنة  | جائزة                                | فئة                                    | نتيجة            | المرجع. |
| ---- | ------------------------------------ | -------------------------------------- | ---------------- | ------- |
| 2020 | جائزة أورياليس                       | أورياليس – أفضل رواية خيال علمي        | فوز              | [ 15 ]  |
| 2020 | الفن الهابط                          | اللامسة الذهبية (لاول مرة)             | رُشِّح              |         |
| 2021 | ابيا                                 | كتاب الكبار للناشرين الصغار لهذا العام | فوز              | [ 16 ]  |
| 2021 | جائزة آرثر سي كلارك                  | —                                      | فوز              | [ 17 ]  |
| 2021 | جمعية الأدب الأسترالية               | الميدالية الذهبية ALS                  | القائمة المختصرة | [ 18 ]  |
| 2021 | جائزة مايلز فرانكلين الأدبية         | —                                      | القائمة الطويلة  | [ 19 ]  |
| 2021 | جائزة القراءات                       | الخيال الاسترالي الجديد                | القائمة المختصرة | [ 20 ]  |
| 2021 | جائزة ستيلا                          | —                                      | القائمة المختصرة | [ 21 ]  |
| 2021 | جائزة رئيس الوزراء الفيكتوري الأدبية | جائزة فيكتوريا للأدب                   | فوز              | [ 22 ]  |
| 2021 | جائزة رئيس الوزراء الفيكتوري الأدبية | جائزة رئيس الوزراء الفيكتوري للرواية   | فوز              | [ 3 ]   |